# Rubem Branquinho
Rubem Soares Branquinho (Carmo do Paranaíba, 15 de junho de 1944) é um engenheiro civil, empresário e político brasileiro que foi deputado federal pelo Acre.

## Biografia
Filho de João Soares Branquinho e Geni Gomes Branquinho. Alfaiate e bancário antes de morar no Distrito Federal onde trabalhou como auxiliar legislativo (1964-1971) por sete anos. Formado em Engenharia Civil em 1970 na Universidade de Brasília, foi diretor da administração regional de Taguatinga no governo Aimé Lamaison.
Mudou para o Acre onde ocupou a Secretaria de Transportes no governo Nabor Júnior (1983-1986), tendo destaque especial em seus trabalhos em prol da integração com a Bolívia e o Peru, sendo co-criador da Macro-Regional-Fronteriza, entidade destinada à integração física, comercial e educacional entre o Acre, o departamento de Pando (Bolívia) e o departamento de Madre de Dios (Peru). Deixou o cargo para candidatar-se a deputado federal pelo PMDB sendo eleito em 1986 com o apoio de setores populares e progressistas tendo destacada atuação na Assembleia Nacional Constituinte que elaborou a Constituição de 1988. Mais tarde ingressou no PL, apoiando a candidatura de Afif Domingos à presidência da República e presidiu o diretório estadual. Sua candidatura ao cargo de governador do Acre em 1990 não logrou êxito embora tenha liderado pesquisas de opinião pública até às vésperas da eleição. Ao fim do mandato encerrou a carreira política e dedicou-se à sua construtora tornando-se ainda conselheiro da Associação Comercial de Brasília, cidade onde reside.

## Emenda constitucional
É de sua autoria a emenda que propôs e foi aprovada no texto constitucional que estabelece a posse de prefeitos, governadores e presidentes da República para o dia 1º de janeiro do ano subsequente à eleição.